# Julia Beljajeva
Julia Beljajeva (Tartu, 21 de julio de 1992) es una deportista estonia que compite en esgrima, especialista en la modalidad de espada.
Participó en dos Juegos Olímpicos de Verano, obteniendo una medalla de oro en Tokio 2020, en la prueba por equipos (junto con Irina Embrich, Erika Kirpu y Katrina Lehis), y el cuarto lugar en Río de Janeiro 2016, en la misma prueba. En los Juegos Europeos de Bakú 2015 obtuvo una medalla de plata en la prueba por equipos.
Ganó cuatro medallas en el Campeonato Mundial de Esgrima entre los años 2013 y 2017, y siete medallas en el Campeonato Europeo de Esgrima entre los años 2012 y 2018.

## Palmarés internacional
| Juegos Olímpicos   | Juegos Olímpicos   | Juegos Olímpicos  | Juegos Olímpicos   |
| Año                | Lugar              | Medalla           | Prueba             |
| ------------------ | ------------------ | ----------------- | ------------------ |
| 2020               | Tokio (Japón)      | Medalla de oro    | Espada por equipos |
| Campeonato Mundial |                    |                   |                    |
| Año                | Lugar              | Medalla           | Prueba             |
| 2013               | Budapest (Hungría) | Medalla de oro    | Espada individual  |
| 2014               | Kazán (Rusia)      | Medalla de plata  | Espada por equipos |
| 2017               | Leipzig (Alemania) | Medalla de oro    | Espada por equipos |
| 2017               | Leipzig (Alemania) | Medalla de bronce | Espada individual  |
| Juegos Europeos    |                    |                   |                    |
| Año                | Lugar              | Medalla           | Prueba             |
| 2015               | Bakú (Azerbaiyán)  | Medalla de plata  | Espada por equipos |
| Campeonato Europeo |                    |                   |                    |
| Año                | Lugar              | Medalla           | Prueba             |
| 2012               | Legnano (Italia)   | Medalla de bronce | Espada por equipos |
| 2013               | Zagreb (Croacia)   | Medalla de oro    | Espada por equipos |
| 2015               | Montreux (Suiza)   | Medalla de plata  | Espada por equipos |
| 2016               | Toruń (Polonia)    | Medalla de oro    | Espada por equipos |
| 2017               | Tiflis (Georgia)   | Medalla de bronce | Espada individual  |
| 2018               | Novi Sad (Serbia)  | Medalla de bronce | Espada individual  |
| 2018               | Novi Sad (Serbia)  | Medalla de bronce | Espada por equipos |